# Moulin Jorissen
De Moulin Jorissen (ook: Moulin d'Aval de Wonck = Molen stroomafwaarts van Wonck) is een watermolen op de Jeker, gelegen aan Rue du Moulin 4 te Wonck. De molen fungeerde als korenmolen.
Reeds in de 13e eeuw wordt melding gemaakt van een molen op deze plaats. De huidige gebouwen zijn van omstreeks 1830. Het molengebouw, in de lengterichting van de waterloop opgesteld, heeft drie verdiepingen, waarbij de onderste helft in natuursteen is, en de bovenste helft in baksteen.
De huidige aandrijving is met een turbine. De houten maalinrichting en de gietijzeren overbrenging zijn eveneens nog aanwezig.